# Anton Ažbe

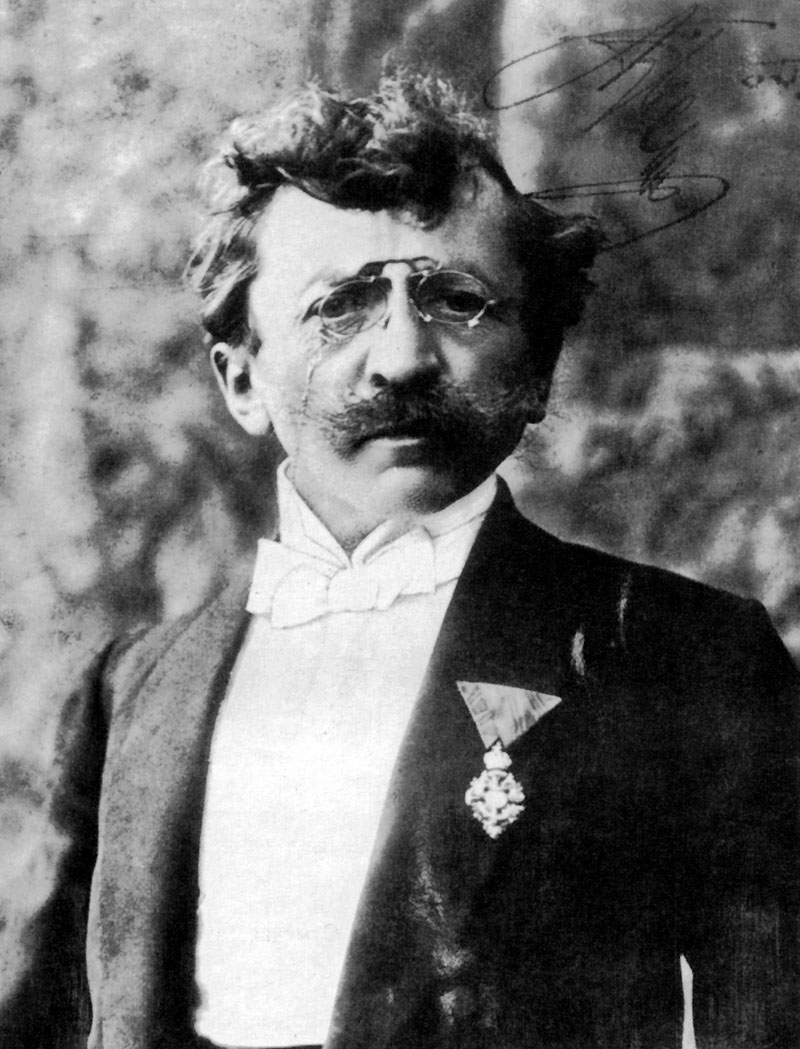
Anton Ažbe (1904)

Anton Ažbe (* 30. Mai 1862 in Dolenčice, Gemeinde Gorenja vas-Poljane, Oberkrain, Kaisertum Österreich; † 6. August 1905 in München) war ein slowenischer Maler. Er unterhielt in München eine  Malschule, wo später prominente Künstler ausgebildet wurden wie Wassily Kandinsky und Alexej von Jawlensky.

## Leben und Werk

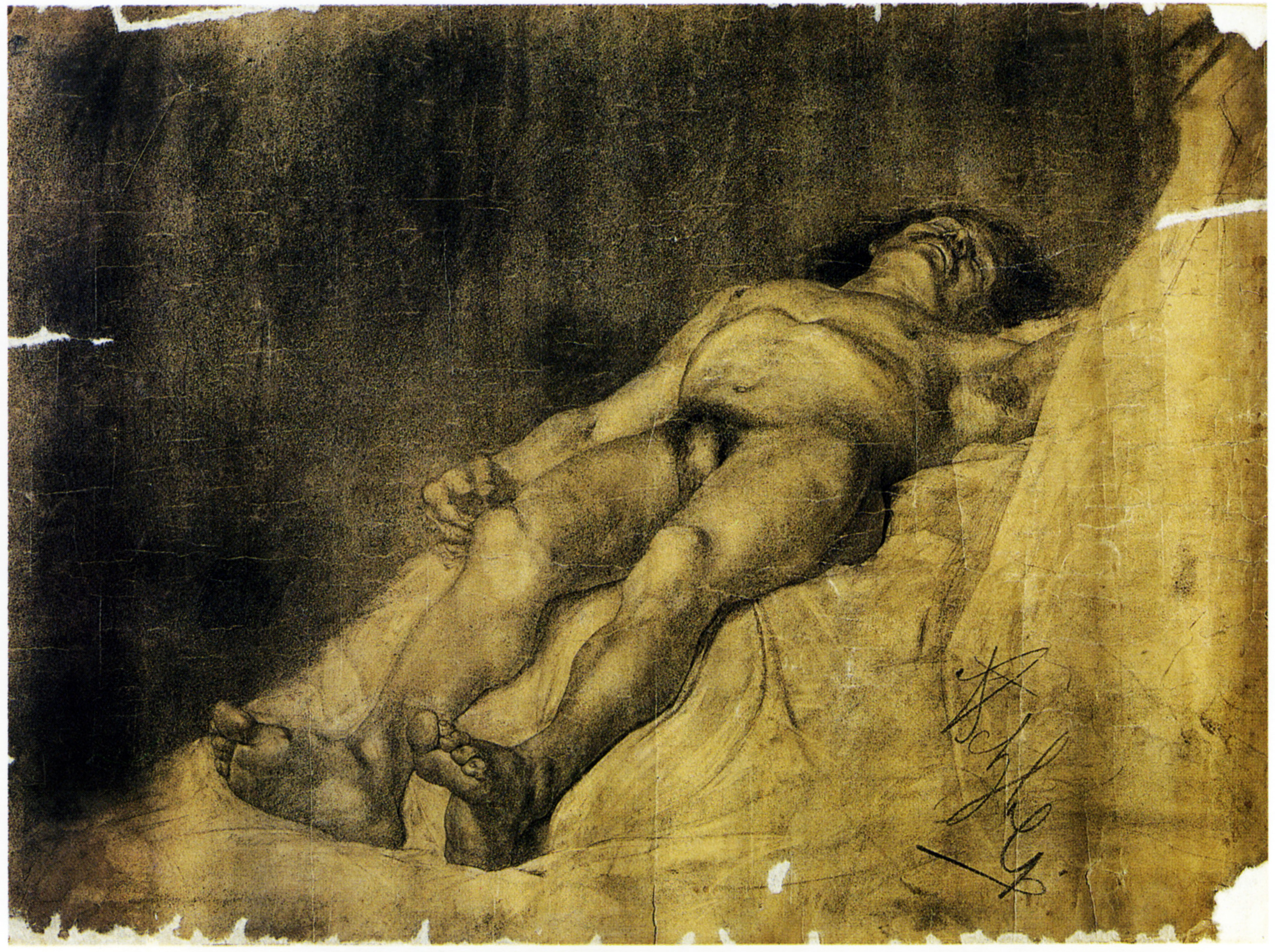
Anton Ažbe: Studie eines alten Mannes, 1886

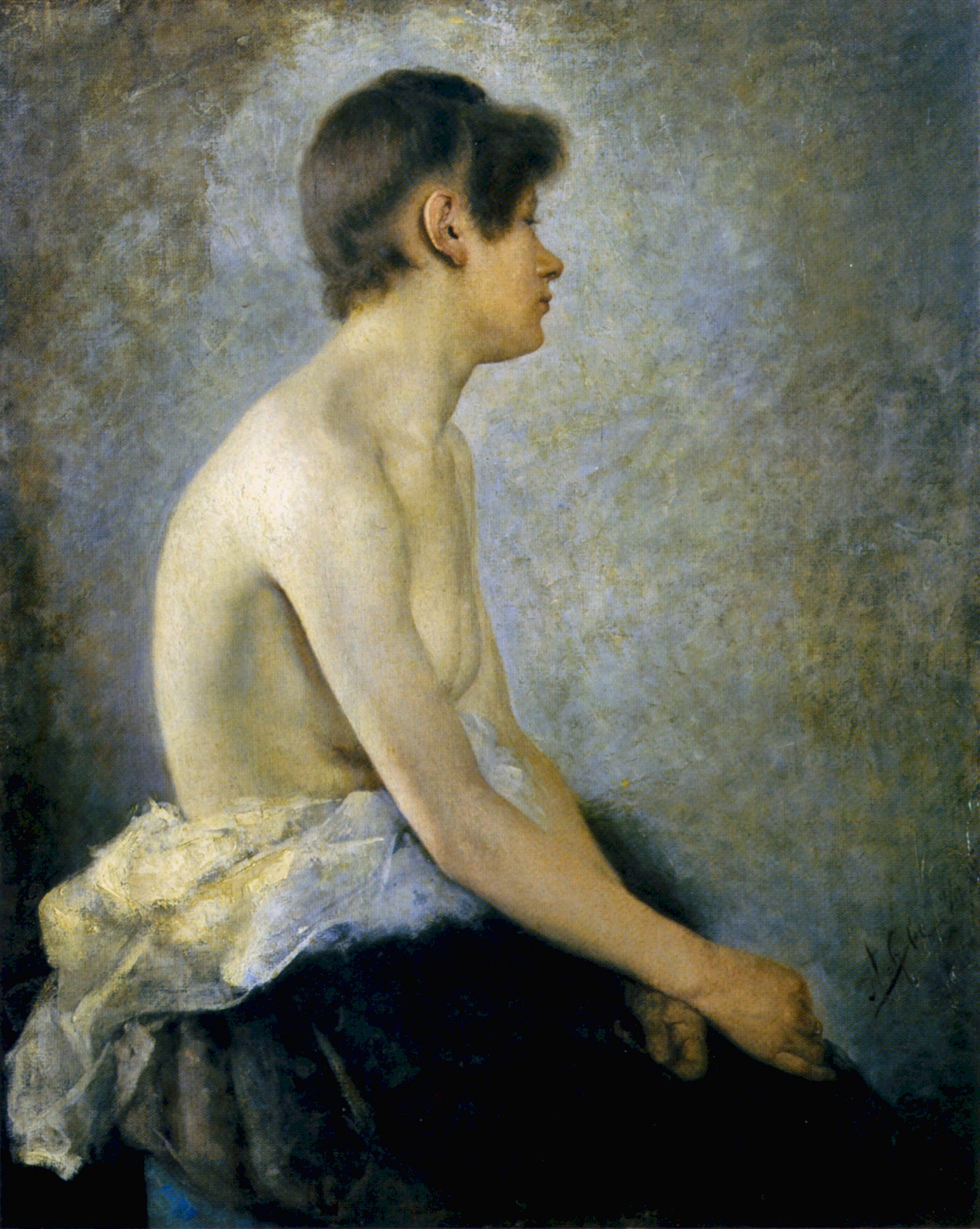
Anton Ažbe: Halbnackte Frau, 1888

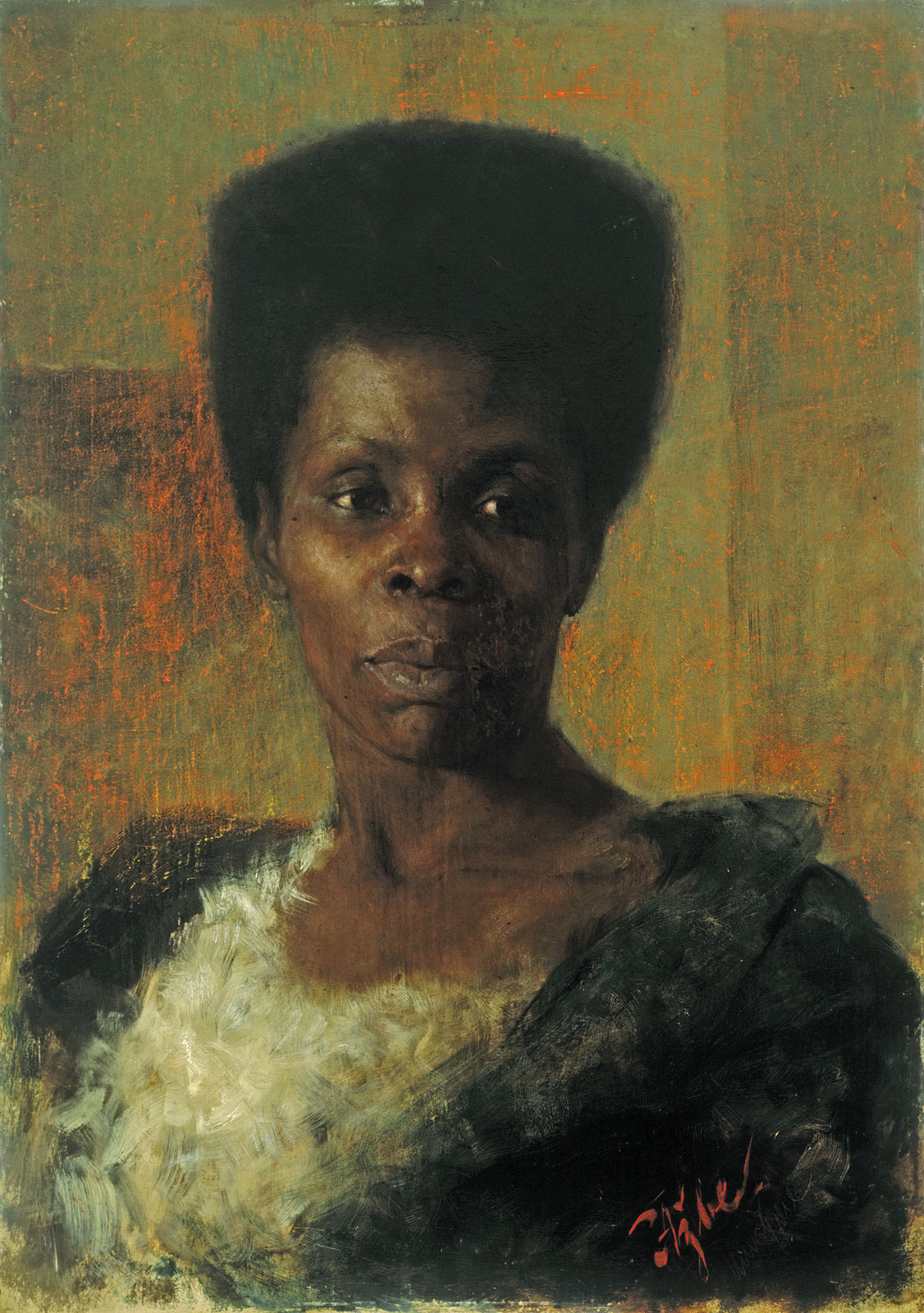
Anton Ažbe: Schwarze Frau 1895

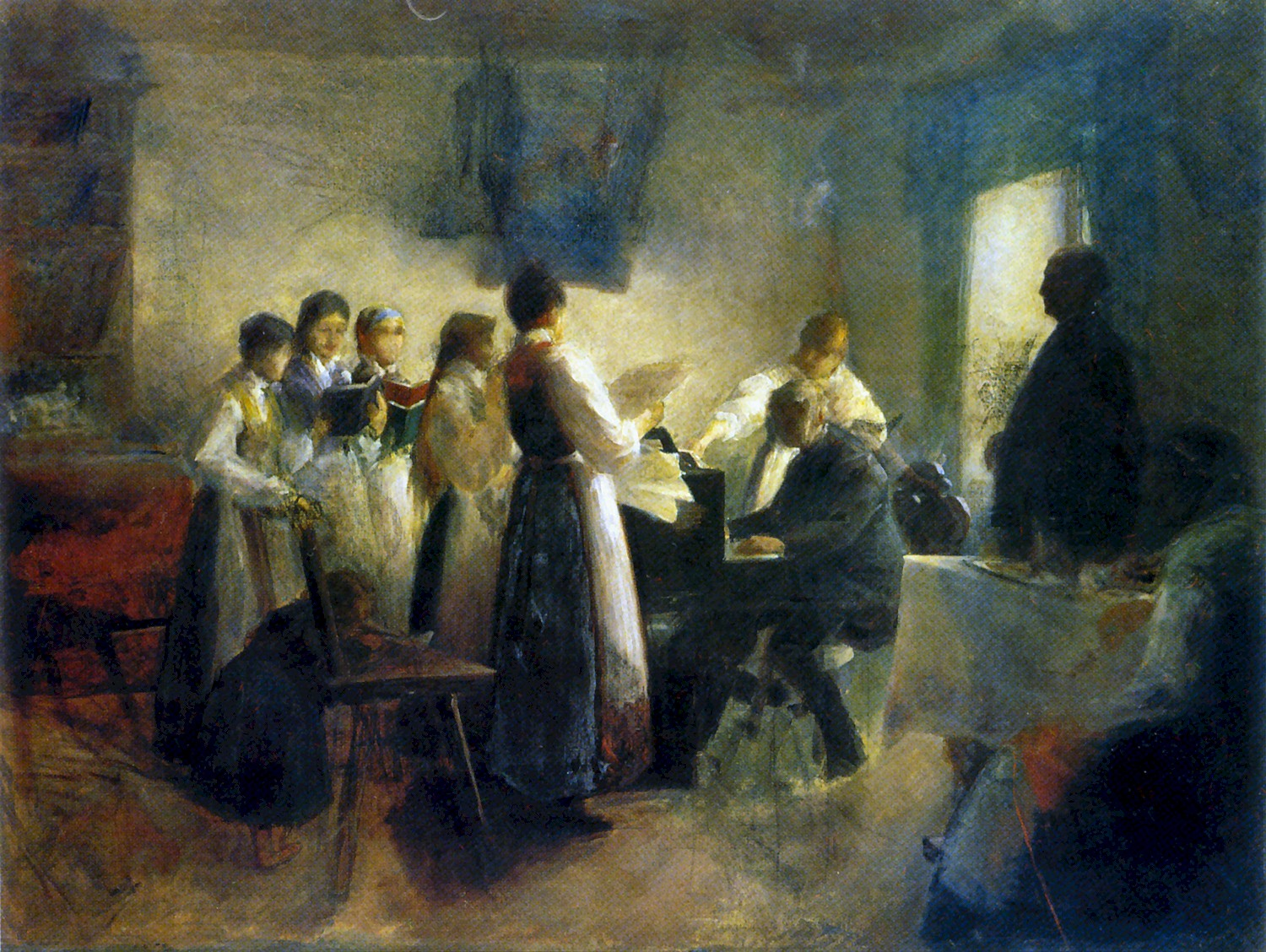
Anton Ažbe: Der Dorfchor, etwa 1903

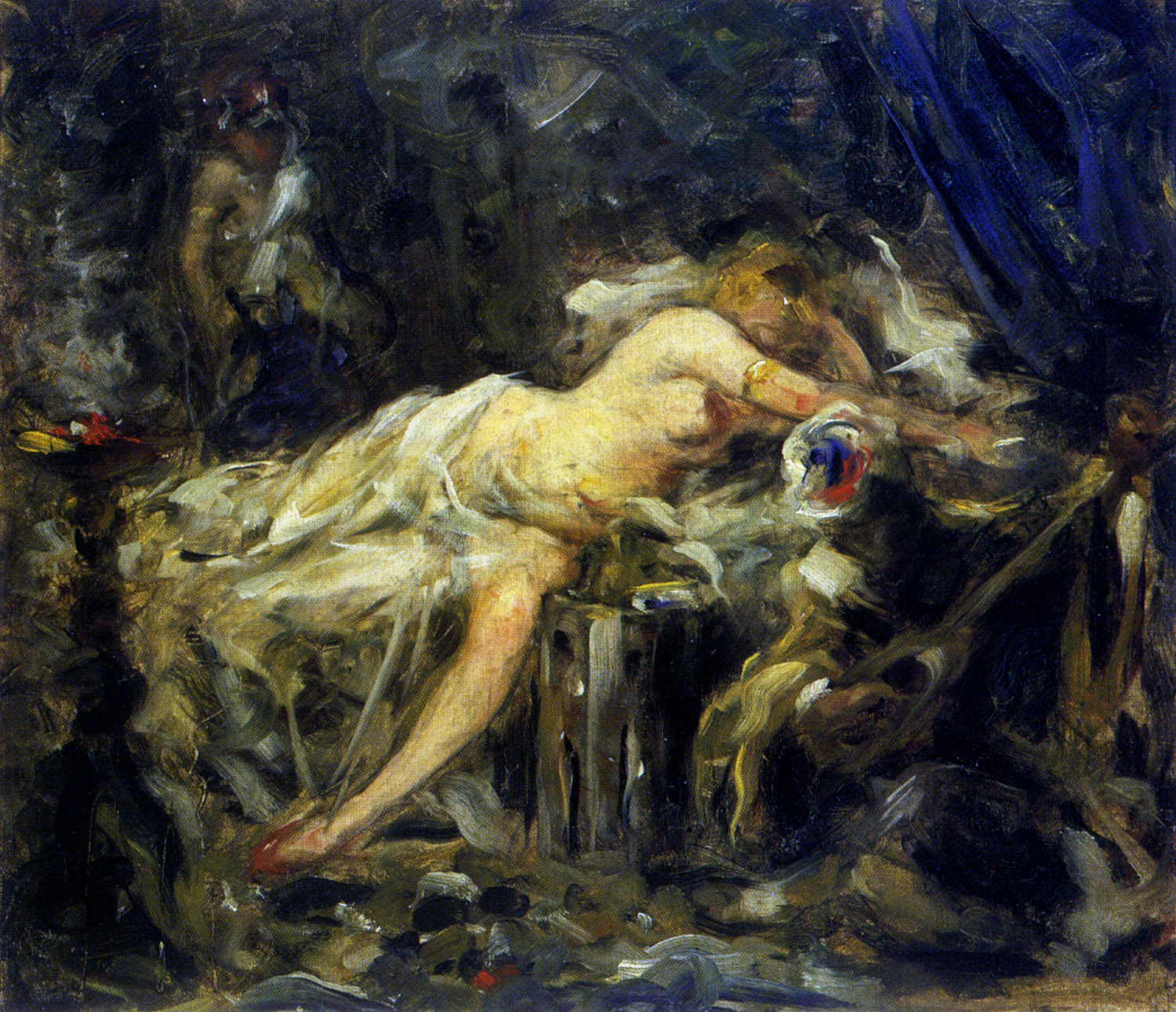
Anton Ažbe: Der Harem, 1903

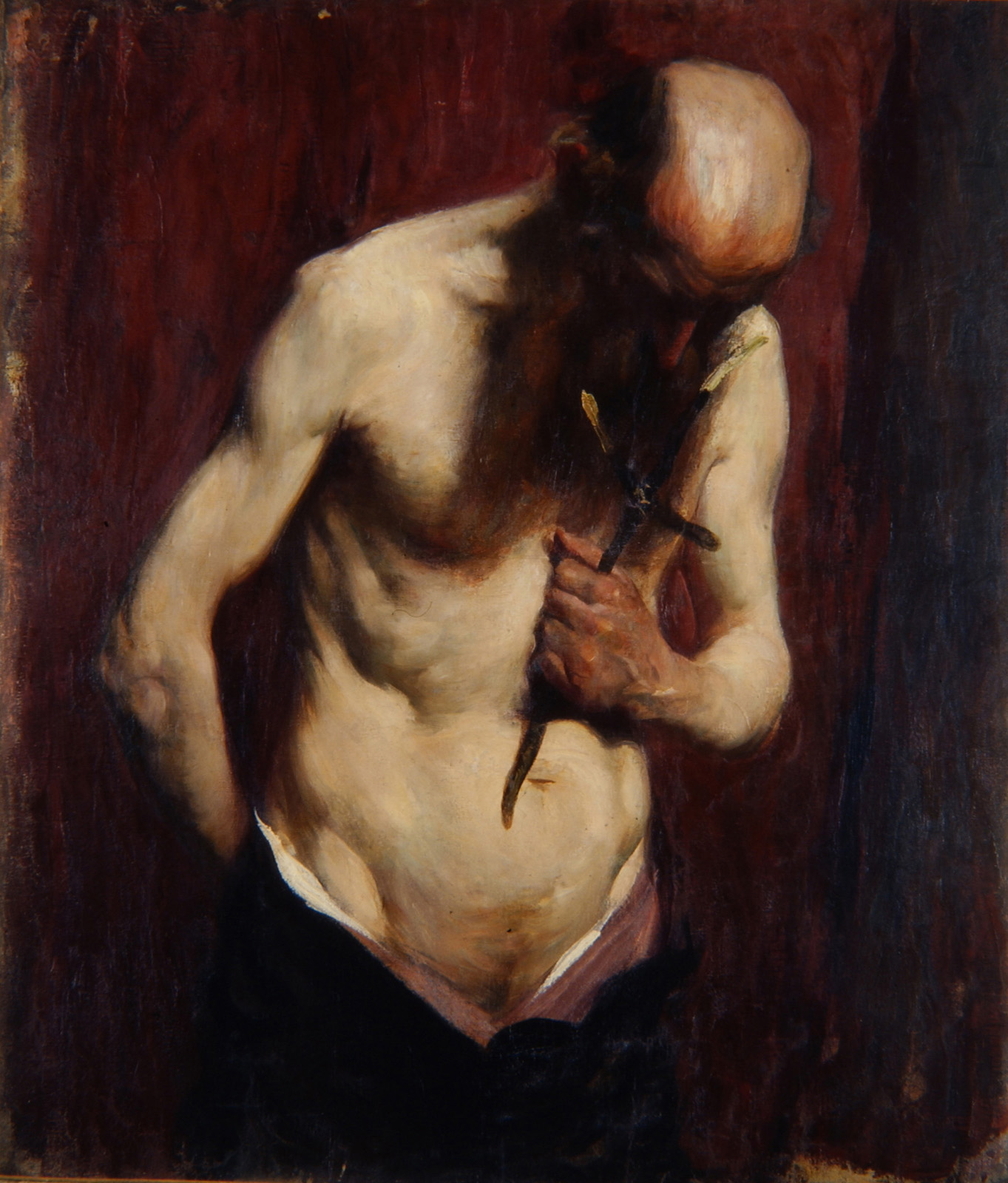
Anton Ažbe: Alter Mann mit Kreuz, vor 1905

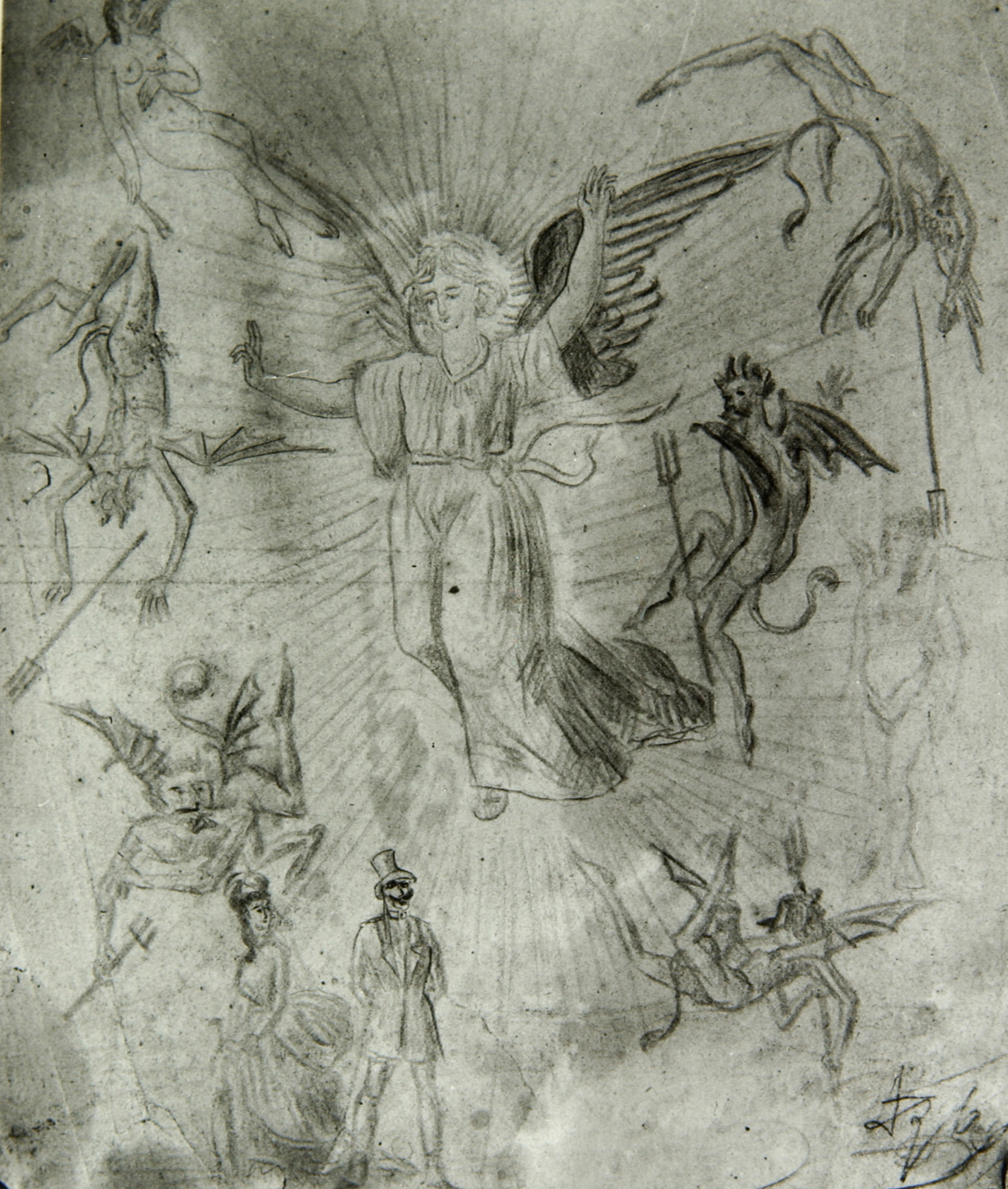
Anton Ažbe: Allegorische Komposition, vor 1905

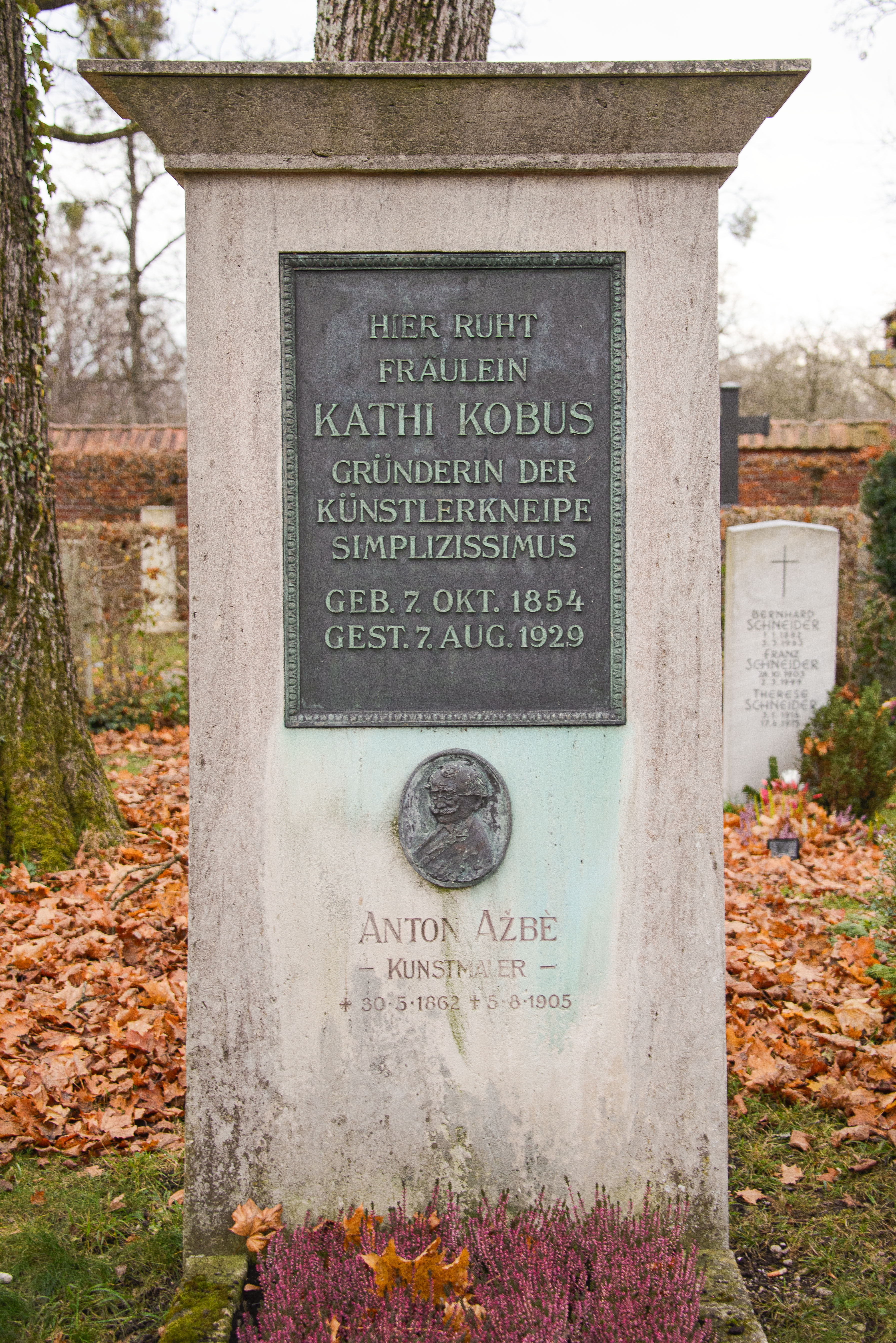
Grab von Anton Ažbe

### Künstlerische Anfänge
Anton Ažbe war von Kindheit an schwächlich und wegen einer Wirbelsäulenverletzung für die Arbeit in der Landwirtschaft nicht geeignet. Nachdem er eine Kaufmannslehre abgebrochen hatte, begann er seine künstlerische Ausbildung als Schüler von Janez Wolf in Ljubljana (Laibach). 

### Studium in Wien 1882–1884
Im Herbst 1882 wechselte er an die Kunstakademie in Wien, wo er vier Semester studierte. Seine Lehrer waren u. a. Siegmund L’Allemand, August Eisenmenger und Christian Griepenkerl, in dessen Klasse er den jungen serbischen Maler Uroš Predić kennenlernte.

### Studium in München 1884–1891
1884 entschloss er sich, an der Münchner Akademie weiter zu studieren. Dort besuchte er ab dem 10. Oktober die Antikenklasse und orientierte sich zunächst an Gabriel von Hackl, der aus Maribor an der Drau stammte. Gemeinsam mit seinem slowenischen Landsmann Ferdo Vesel wechselte er 1885 an die Allgemeine Malschule von Ludwig von Löfftz. Nach dem Besuch der Spezialklasse bei Sándor Wagner wurde er von seinen Landsleuten Ferdo Vesel und Rihard Jakopič ermuntert, ein eigenes Atelier zu eröffnen, in dem man nach dem Modell zeichnen könne und wo er Unterricht erteilen und korrigieren würde.

### Gründung der Ažbe-Schule 1891
„Im Frühjahr 1891 nahm seine kleine Schule mit etwa zwanzig Schülern in der Türkenstraße die Arbeit auf. Bald musste er, da ihm die Schüler in Scharen zuströmten und ihre Zahl mehr als hundert erreichte, in ein gesondertes Gebäude in der Georgenstraße 16 übersiedeln, das Gartenhaus des Architekten Friedrich von Thiersch und später Sitz der Bremer Presse.“ In der Georgenstraße gehörte auch Leonhard Frank zu Ažbes Schülern und beschrieb in seinem autobiografischen Roman Links, wo das Herz ist ausführlich das Geschehen an der Malschule.
Wassily Kandinsky erinnerte sich an seine Schulzeit bei Ažbe und berichtet: „Anton Azbe war ein ganz kleiner Mann mit großem, in die Höhe gekämmtem Schnurrbart, mit großem Hut und langer Virginia im Mund, die oft ausging und mit der er manchmal die Zeichnungen korrigierte.“

„Äußerlich war er sehr klein, innerlich sehr groß begabt, klug, streng und über alle Grenzen gütig.“

Insbesondere in Russland war Ažbes Zeichenschule bestens bekannt und genoss „hohes Ansehen.“ Auf seine Schüler muss er eine ungewöhnliche Ausstrahlungskraft gehabt haben. Sein Ruf, ein außerordentlich guter und verständnisvoller Mensch und Pädagoge gewesen zu sein, ist von vielen seiner Schüler durch Briefe und Erinnerungen belegt. Grabar z. B. berichtete über seine Anfänge bei ihm: „Auch war Azbe selbst der beste von allen als Pädagoge und Mensch, und angeblich zeichnete in München niemand besser als er.“ Er war so bekannt und beliebt, dass er Schüler aus der ganzen Welt anzog, Deutsche, Russen, Polen, Rumänen, Franzosen, Ungarn, Tschechen, Amerikaner, Schweizer und Österreicher. In München war er mit vielen Künstlern und Schriftstellern befreundet. Als Stammgast im Lokal „Simplicissimus“ bekam er wegen der häufigen Verwendung des Wortes „nämlich“ den Spitznamen „Professor Nämlich.“
Durch Jawlensky erfährt man, dass der Slowene bereits 1899 im Salon der Werefkin verkehrte. In seinen Lebenserinnerungen schrieb er: „Einmal im Jahr 1899 fuhren wir im April Werefkin, Grabar, Kardowsky, Ažbe und ich nach Venedig.“ 1900 wurde Ažbe von Franz Joseph I. zum Ritter des Franz-Joseph-Ordens geschlagen.

### Letzte Lebensjahre und Krise der Ažbe-Schule
1904 wurde Ažbe eine Anerkennung durch den serbischen König Petar zuteil, der ihn mit dem St.-Sava-Orden auszeichnete. Das geschah jedoch zu einem Zeitpunkt, als Ažbes Gesundheitszustand sich durch Alkoholkonsum bereits merklich verschlechtert hatte. Kandinsky zeigte sich von seinem Anblick erschrocken: „Wie er ausschaut! Die Nase bläulich rot angeschwollen, mit gelben Pickeln; unter den Augen hängen dunkelblaue Säcke, und die schläfrigen Augen schauen noch trauriger als früher. Die Gerüchte um den Niedergang seiner Schule nahmen zu [...] Wie schade um ihn.“ Ebenfalls Ažbes Verfall bedauernd, schrieb Werefkin: „Ažbe, seinen Orden im Knopfloch, schmutzige Hosen an den Beinen und Wein im Kopf. Er fühlt sich als Kavalier. Eine bemerkenswerte Figur, eine Persönlichkeit von einer großen Komik. Es ist nicht seine Stellung, aber die Vereinigung großer Verdienste, die ihn sympathisch machen und zu einem unbeschreiblichen Possenreißer.“ Einige Ažbe-Schüler sahen ihren anfangs geliebten Lehrer nur noch als Karikatur, andere blieben ihm in Stil und Technik ein Leben lang treu, kehrten in ihre Heimat zurück, verharrten im Impressionismus und merkten kaum, wie die Zeit an ihnen vorüberging. Manche – und das ist sehr auffallend in mehreren Künstlerbiographien – waren mit einem Mal von Ažbe enttäuscht und verließen seine Schule. Sie klagten darüber, dass er ihnen nichts Neues mehr bieten könne, und gingen nach Paris.
Die Gründe, die ihn zum Trinken trieben, sind heute bekannt: „Ažbe litt in seinen beiden letzten Lebensjahren an Kehlkopfkrebs, dem er, aufs Äußerste erschöpft, nach einer Operation am 5. August 1905, erst 43 Jahre alt, erlag.“ Werefkin schrieb in ihr Tagebuch: „Vor ganz wenigen Tagen haben wir erst Azbe begraben. Ich habe an seinem Grab über meine Erinnerungen und so viele Hoffnungen geweint.“ Noch Jahre nach seinem Tod hatte die Ausbildung an der Münchner Schule einen hervorragenden Ruf. So ist zu verstehen, dass zumindest sein Atelier als „Ažbe-Schule“ für Malerei und Graphik bis 1913 von Paul Weinhold und Felix Eisengräber weitergeführt werden konnte.
Er wurde im Münchner Nordfriedhof in dem Grab von Kathi Kobus beigesetzt (79-4-7).

## Ažbe-Schüler
Zu seinen Schülern gehörten u. a.:
- Christian Bärmann[18]
- Wladimir Georgijewitsch Bechtejew
- Iwan Jakowlewitsch Bilibin
- Erma Bossi
- Dawid Dawidowitsch Burljuk
- Mstislaw Walerianowitsch Dobuschinski
- Felix Eisengräber
- Elisabeth Iwanowna Epstein
- René Francillon
- Leonhard Frank
- Robert Genin
- Richard Graef
- Ivan Grohar
- Igor Emmanuilowitsch Grabar
- Iosif Iser
- Rihard Jakopič
- Matija Jama
- Alexej von Jawlensky
- Peter Kalpokas
- Wassily Kandinsky
- Dmitry Kardowsky
- Olga Della-Vos-Kardowskaja
- Ludvík Kuba
- Karl Friedrich Lippmann
- Elena Luksch-Makowsky
- Milan Milovanović
- Nadežda Petrović
- Josip Račić
- Fanny Gräfin zu Reventlow
- Attila Sassy
- Sergei Schtscherbatow
- Matej Sternen
- Hans Huber-Sulzemoos
- Ferdo Vessel
- Kusma Sergejewitsch Petrow-Wodkin
- Alfred Wickenburg
- Eugeniusz Zak
- Sandor Ziffer

## Auszeichnungen
- 1900 Franz-Joseph-Orden
- 1904 St.-Sava-Orden

## Denkmäler
Im Leopoldpark (München) befindet sich ein Denkmal für den Maler Anton Ažbe in Form einer Bronze Büste. Die Bayerisch-Slowenische Gesellschaft (BSG) hat das 3 Meter hohe Denkmal finanziert, es wurde von der slowenischen Kultusministerin 2004 enthüllt.